# دمسيسة خشنة
دمسيسة خشنة أو أمبروزية خشنة (الاسم العلمي:Ambrosia scabra) هي نوع من النباتات تتبع جنس الدمسيسة من الفصيلة النجمية.